# Lherm (Lot)
Lherm település Franciaországban, Lot megyében. Lakosainak száma 234 fő (2022. január 1.). Lherm Les Arques, Goujounac, Les Junies, Montgesty és Pontcirq községekkel határos.

## Népesség
A település népességének változása:
| Lakosok száma | 301  | 228  | 232  | 224  | 236  | 231  | 229  | 227  | 228  | 234  |
|               | 1968 | 1982 | 1990 | 2006 | 2013 | 2015 | 2017 | 2019 | 2020 | 2022 |